# Papilė
Papilė est un village de l'Apskritis de Šiauliai en Lituanie situé proche de la rivière Venta. La population est de 1 449 habitants.

## Histoire
La commune est mentionnée la première fois en 1339 après un raid de Ordre de Livonie. Deux castro subsistent de cette période.
Elle obtient le statut de ville en 1600 et le droit d'avoir un marché en 1703.
En juillet 1941, 40 juifs de la ville sont assassinés dans une exécution de masse perpétrée par un Einsatzgruppen de 20 policiers et nationalistes lituaniens. Après ce massacre, des soviétiques sont également tués faisant un total de 55 victimes. 

## Personnalités de la ville
L'anarchiste Emma Goldman vécut dans la ville étant enfant. Elle y rencontre Petrushka, un jeune paysan qui suscite ses « premiers émois érotiques » Elle est le témoin du châtiment d'un paysan, fouetté à coup de knout dans la rue. Cet événement contribue à forger son opposition à toute autorité violente.
Papilė est aussi la ville de l'écrivain et historien Simonas Daukantas (en) et où il est enterré.
Ahron Dovid Burack, un rabbin très célèbre et directeur de yeshiva aux États-Unis, est né dans la ville dans les années 1890.

## Galerie

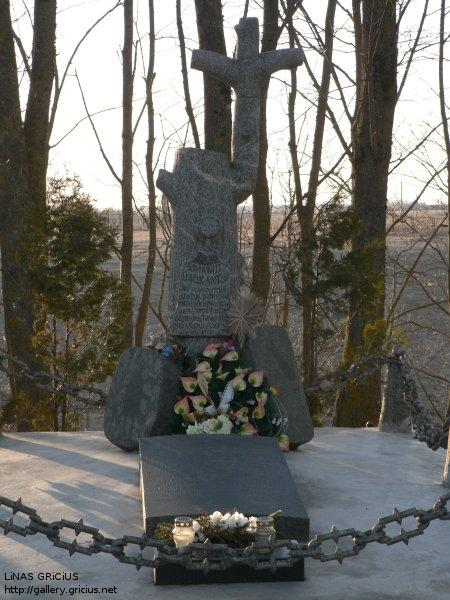
Tombe de l'écrivain et historien Simonas Daukantas
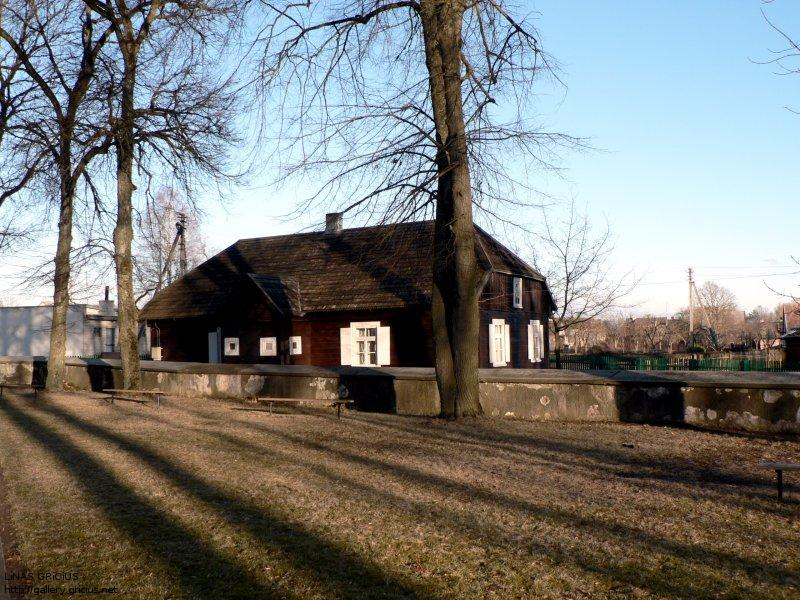
Musée consacré à Simonas Daukantas.
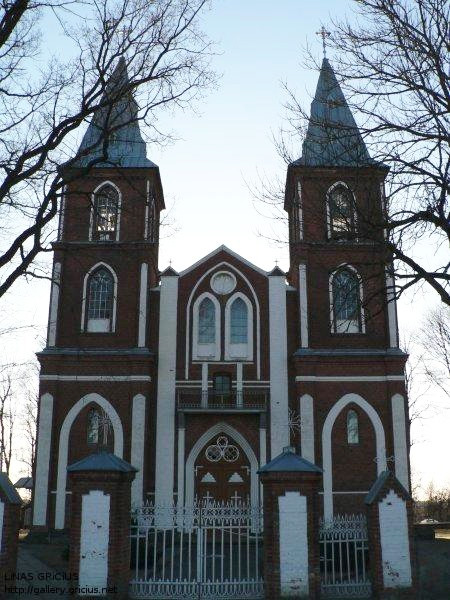
Eglise